# Liste des chapitres de Bloody Cross
Cet article est un complément de l'article sur le manga Bloody Cross. Il contient la liste des volumes du manga parus en presse du tome 1 au tome 12, avec les chapitres qu’ils contiennent.

## Volumes reliés

### Tomes 1 à 10
| no | Japonais         | Japonais          | Français          | Français          |
| no | Date de sortie   | ISBN              | Date de sortie    | ISBN              |
| --- | ---------------- | ----------------- | ----------------- | ----------------- |
| 1 | 22 juin 2009     | 978-4-7575-2584-9 | 10 mai 2012       | 978-2-35592-390-6 |
| Liste des chapitres : - Chapitre 1 : Tragédie - Chapitre 2 : La clé du grimoire - Chapitre 3 : Le pouvoir divin |                  |                   |                   |                   |
| 2 | 21 novembre 2009 | 978-4-7575-2721-8 | 10 mai 2012       | 978-2-35592-391-3 |
| Liste des chapitres : - Chapitre 4 : Les ailes noires - Chapitre 5 : Un nouveau choc - Chapitre 6 : Leur relation - Chapitre 7 : La deuxième relique - Chapitre 8 : Sur les traces de la pleine lune                        |                  |                   |                   |                   |
| 3 | 22 avril 2010    | 978-4-7575-2844-4 | 5 juillet 2012    | 978-2-35592-418-7 |
| Liste des chapitres : - Chapitre 9 : La nuit de la seconde relique - Chapitre 10 : La signification du stigmate - Chapitre 11 : La marque fatale - Chapitre 12 : Les liens du sang - Chapitre 13 : Le visage de l'imposteur |                  |                   |                   |                   |
| 4 | 22 octobre 2010  | 978-4-7575-3023-2 | 27 septembre 2012 | 978-2-35592-437-8 |
| 5 | 22 avril 2011    | 978-4-7575-3195-6 | 5 novembre 2012   | 978-2-35592-457-6 |
| 6 | 22 octobre 2011  | 978-4-7575-3387-5 | 10 janvier 2013   | 978-2-35592-478-1 |
| 7 | 21 avril 2012    | 978-4-7575-3550-3 | 25 avril 2013     | 978-2-35592-518-4 |
| 8 | 22 novembre 2012 | 978-4-7575-3779-8 | 22 août 2013      | 978-2-35592-561-0 |
| 9 | 22 juillet 2013  | 978-4-7575-4000-2 | 27 février 2014   | 978-2-35592-634-1 |
| 10 | 22 mars 2014     | 978-4-7575-4241-9 | 23 octobre 2014   | 978-2-35592-736-2 |

### Tomes 11 à 12
| no | Japonais          | Japonais          | Français       | Français          |
| no | Date de sortie    | ISBN              | Date de sortie | ISBN              |
| -- | ----------------- | ----------------- | -------------- | ----------------- |
| 11 | 22 novembre 2014  | 978-4-7575-4411-6 | 2 juillet 2015 | 978-2-35592-840-6 |
| 12 | 19 septembre 2015 | 978-4-7575-4735-3 | 17 mars 2016   | 978-2-35592-928-1 |